# Корабль управления

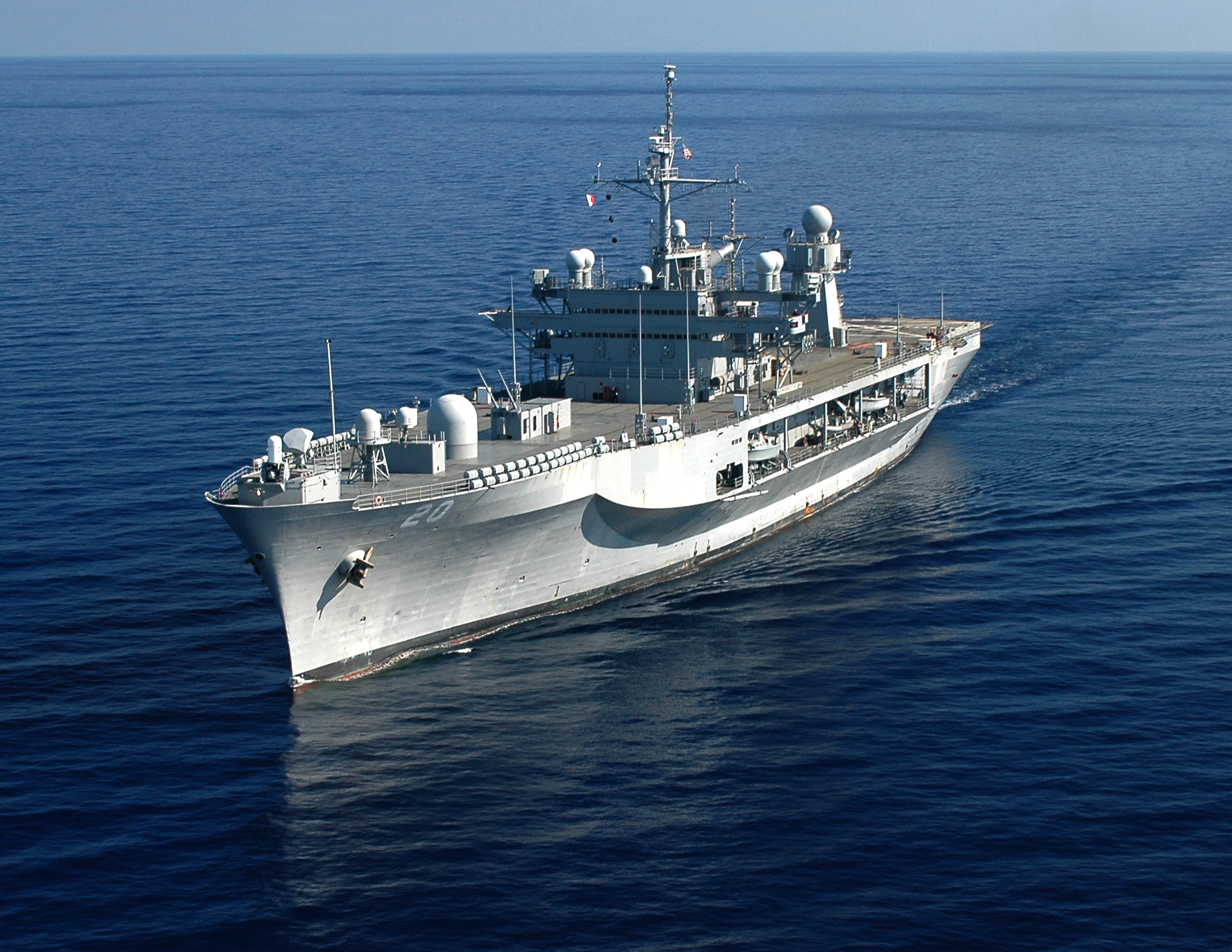
Маунт Уитни — корабль управления Шестого флота ВМС США.

Корабль управления, Штабной корабль — корабль (судно), использующееся командующим флотом в качестве флагмана (штаба). 
Корабль управления обеспечивает связь, рабочие и жилые помещения для командующего флотом и его подчинённых, и служит для координации деятельности флота.
В составе ВМС США действует два командных корабля: USS Blue Ridge (LCC-19) и USS Mount Whitney (LCC-20), построенные по проекту «Blue Ridge». USS LaSalle (AGF-3) был выведен из эксплуатации в марте 2005 года. USS Coronado (AGF-11) был выведен из эксплуатации и по состоянию на 30 сентября 2006 года ожидал утилизации.

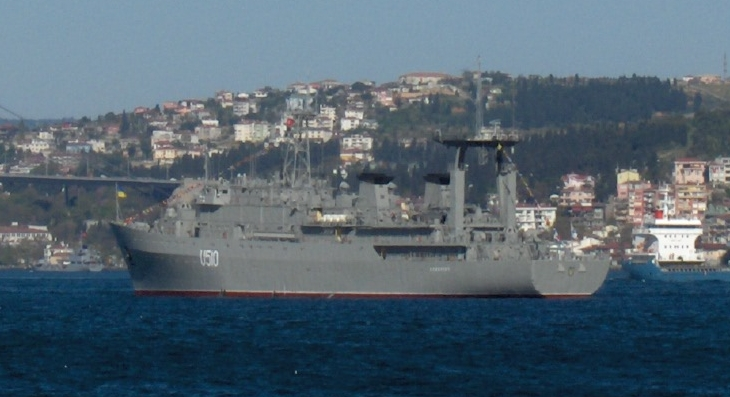
Славутич

В СССР в корабли управления были переоборудованы два лёгких крейсера проекта 68-бис — «Жданов» (ЧФ) и «Адмирал Сенявин» (ТОФ). В 1989—1990 годах оба крейсера были выведены из состава флота. Заложенный в 1988 году корабль по проекту 12884 был достроен и введён в состав ВМС Украины под именем Славутич.
В Дании в 2003—2005 годах были построены два корабля управления и поддержки типа «Абсалон».